# Honda Cars・U-Select
Honda Cars・U-Select（ほんだかーず ゆーせれくと）は、本田技研工業の中古車ディーラー網である。旧店舗名はHonda HISCO（ほんだひすこ）→Auto Terrace（おーとてらす）。
本稿では、Honda認定中古車 U-Select（ほんだにんていちゅうこしゃ ゆーせれくと）についても記述する。

## 概要
他メーカーの中古車販売店舗と異なり、ホンダ車のみを販売しているのが特徴である。Honda Cars・U-Selectの店名は、1つの企業だけが冠している訳ではなく、ホンダグループの複数の企業が、Honda Cars・U-Selectという店舗を持っている。 
本田技研工業は2019年（令和元年）8月6日に、日本国内における中古車販売事業の見直しを行う事を発表。この見直しでは、ホンダ認定中古車の基準を厳格化し、同年11月から「Honda認定中古車 U-Select（ユーセレクト）」を新たに立ち上げる、U-Selectの認定条件に加えて、年式5年未満かつ走行距離50000km未満といった厳しい基準の車両を「U-Select Premium（ユーセレクト・プレミアム）」にすることが軸となっている。Honda認定中古車公式サイトも、Auto Terrace単独店舗の他にも、Honda認定中古車を取り扱うHonda Cars店も掲載されるようになった。
これに伴い、2020年（令和2年）3月までに店舗名を順次Auto Terraceから、Honda Cars・U-Selectへ変更し、同時にイメージカラーを緑からHonda Cars店と同じ白を基調としたデザインへ変更した。9月17日より、U-Selectの在庫を全国のHonda認定中古車販売店で共有した上で、ネットワークを活用して最寄りのHonda Cars店で購入可能とした「お取り寄せ車両」の販売を開始した。「お取り寄せ車両」が購入可能な店舗は、新車とU-Selectの両方を取り扱うHonda Cars店全店と、新車のみを取り扱う一部のHonda Cars店となる。「お取り寄せ車両」の在庫は常時変動する他、当該在庫がある店舗から購入店舗（例：大阪府に在庫がある「お取り寄せ車両」を東京都にある新車とU-Selectの両方を取り扱うHonda Cars店で購入）までの輸送費は購入者の自己負担となる。

## 店舗
山形県・島根県・愛媛県・沖縄県の4県にはHonda Cars・U-Select単独店舗は所在しない。反対に、奈良県・徳島県・佐賀県の3県に所在するHonda認定中古車取扱店は全てHonda Cars・U-Select単独店舗である。その他の40都道府県は、Honda Cars・U-Select単独店舗と新車とHonda認定中古車取扱店の両方を取り扱うHonda Cars店全店の両方が所在する。
詳細は店舗検索を参照。